# Edoardo Rabezzana
Edoardo Rabezzana (Asti, 4 aprile 1975) è un pallavolista italiano.
Ha militato nei massimi campionati nazionali per oltre un decennio, ritirandosi alla fine della stagione 2008-2009.

## Carriera
Edoardo inizia la sua carriera nel 1992 nella squadra della sua città, Asti, con la quale esordisce, nel 1994 e per solo un anno, nel secondo campionato nazionale, la Serie A2. La prima esperienza in Serie A1 è datata 1997, quando viene acquistato da Montichiari. Negli anni seguenti cambia spesso casacca, passando più volte dalla Serie A2 alla B1, e viceversa.
Nel 2002 viene ingaggiato dalla Trentino Volley, squadra di Serie A1. In Trentino è rimasto 3 anni, come riserva al più esperto palleggiatore Paolo Tofoli. Nel 2005 si trasferisce a Piacenza, e in maglia Copra Berni conquista l'unico trofeo internazionale della sua carriera, la Top Teams Cup. L'ultima avventura nella massima serie è in Piemonte, a Cuneo.
Gli ultimi due anni della sua carriera lo vedono militare nel Volley Cavriago, aiutando la squadra nella risalita dalla serie B1 alla A2.

## Palmarès
- 1 Top Teams Cup: 2006